# Велика лондонська пожежа
51°30′57″ пн. ш. 0°05′32″ зх. д. / 51.5157° пн. ш. 0.0921° зх. д.
Вели́ка ло́ндонська поже́жа — масштабна пожежа в Лондоні, яка тривала з 2 по 4 вересня 1666 року.

## Хід подій
Рано вранці 2 вересня 1666 року в Лондоні почалась пожежа — на Пуддінг-Лейн загорівся дім королівського пекаря Томаса Фаррінора, який забув на ніч загасити піч, тривала пожежа протягом чотирьох днів, з 2 по 5 вересня 1666 року. За декілька хвилин вогонь охопив усю вулицю, а за два дні згоріло дві третини міста — 13 200 будинків, близько 90 церков (у тому числі кафедральний собор Св. Павла), багато громадських будівель. Вважається, що пожежа позбавила даху над головою 70 тисяч осіб — при тодішньому населенні центральної частини Лондона 80 тисяч. Точно невідомо, скільки людей загинуло при пожежі; тільки 16 осіб вважаються загиблими, але значна кількість жертв не була виявлена. Крім того, вогонь міг кремувати багатьох, залишаючи невпізнанні останки.
Перша будівля зайнялась відразу після опівночі в неділю, 2 вересня. Вогонь почав швидко поширюватися містом у західному напрямку. Для припинення пожежі тоді, як правило, застосовували метод руйнування будівель навколо спалаху, аби зупинити вогонь. Це не зробили тільки тому, що лорд-мер пан Томас Бладворт не був упевнений у доцільності цих заходів. Коли він нарешті наказав зруйнувати будівлі, було вже надто пізно. Деякі люди вважали, що підпал вчинили іноземці, імовірно голландці чи французи. Обидві країни були ворогами Англії під час Другої англо-голландської війни, яка тривала в той час.
У понеділок пожежа продовжила поширюватись на північ, до центру Лондона. У вівторок вогонь розповсюдився на більшу частину міста, зруйнувавши Собор святого Павла, і перейшов на протилежний берег річки Фліт. Спроба загасити вогонь, як вважають, увінчалася успіхом через те, що стих східний вітер, і гарнізону Тауера за допомогою пороху вдалося створити протипожежні розриви між будинками для запобігання подальшого поширення на схід. Пожежа погрожувала аристократичному району Вестмінстер (сучасний Вест-Енд), палацу Вайтголл і більшості з приміських нетрів, проте вогонь не зміг досягти цих округів.
Соціальні та економічні проблеми, які виникли внаслідок цього стихійного лиха, були дуже великими. Карл II закликав погорільців виїхати з Лондона і влаштуватися в іншому місці. Він побоювався, що в Лондоні спалахне заколот серед тих, хто втратив своє майно.
Попри численні радикальні пропозиції, Лондон був реконструйований за тим же планом, що й до пожежі. Пожежа, як повідомляється, спинила останню англійську велику епідемію чуми, яку так і назвали Велика Лондонська чума, що лютувала в Лондоні в 1665 році.

## Розвиток подій очима очевидців (потерпілих)

### Неділя
Пожежа в пекарні Томаса Фаррінера у підданого Лейн спалахнула після півночі в неділю 2 вересня. Сім'я пекаря піднялася наверх і змогла перебратися з вікна верхнього поверху в будинок по сусідству. Загинула служниця, яка була занадто налякана, щоб спробувати врятуватися, і стала першою жертвою пожежі. Сусіди намагалися допомогти гасити пожежу, через годину прибули констеблі, які запропонували зруйнувати прилеглі будинки запобігши тим самим подальшому поширенню вогню. Господарі висловили протест і був викликаний лорд-мер Сер Томас Бладворт. Коли Бладворт прибув, полум'я спалювало сусідні будинки і повзло в сторону складів паперу. Досвідченіші пожежники вимагали знесення будинків, але Бладворт відмовився, на тій підставі, що більшість приміщень були здані в оренду, і власники не можуть бути знайдені. Бладворт на загальну думку, не мав потрібних навичок для роботи, він запанікував, коли зіткнувся з раптовою надзвичайною ситуацією. Після того як місто було зруйноване, Піпс, озираючись на події, записав у своєму щоденнику від 7 вересня 1666 року: «Люди всього світу кричать про простоту [дурість] лорда-мера в цілому й особливо в справі пожежі, поклавши все на нього». Вогонь швидко поширився через сильний вітер. До середини першої половини дня в неділю, люди відмовилися від спроб гасіння вогню і стали тікати, рухомі людські маси і вози зробили дороги непрохідними для пожежників.

### Понеділок
На світанку в понеділок, 3 вересня, пожежа поширювалася на півночі й заході, зруйнувавши Собор Святого Павла, а також далі на південь, ніж на день раніше. Поширення на південь зупинилося на березі річки, але були спалені будинки біля Лондонського мосту. Полум'я загрожувало перейти по мосту і поставити під загрозу містечко Саутварк на південному березі річки. Пожежа поширилася на північ досягнувши фінансового центру міста. Будинки банкірів на Ломбард стріт почали горіти в другій половині дня понеділка, спонукаючи їх швидше викидати штабелями золоті монети, такі важливі для добробуту міста і нації, перш ніж вони плавилися. Деякі спостерігачі підкреслюють відчай і безпорадність, які, здавалося, захопили лондонців у другий день пожежі, і відсутність зусиль зберегти багаті, модні райони, як-от Королівська біржа. Королівська біржа загорілася в другій половині дня, і згоріла протягом кількох годин. Поширюються настрої, що іноземці були винуватцями пожеж. Підозрюють французів і нідерландців. Обидві країни були ворогами Англії під час другої англо-нідерландської війни.

### Вівторок

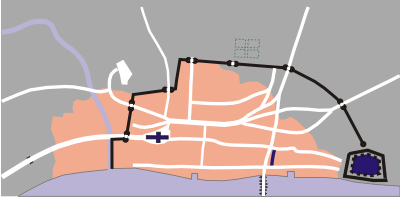
Приблизні втрати на вечір вівторка, 4 вересня. Пожежа перестала поширюватися в середу, 5 вересня.

Вівторок, 4 вересня, був днем найбільших руйнувань. Командний пункт герцога Йоркського в Темпл Бар, де Стренд зустрічається з Фліт-стріт, повинен був припинити вогонь у західному напрямку перед палацом Вайтхолл. Створюючи загородження з пожежниками від Фліт-бридж і вниз по Темзі, Джеймс сподівався, що річка Фліт стане природною протипожежною смугою. Проте, рано вранці у вівторок полум'я стрибнуло над Фліт через нестримний східний вітер, і обійшло їх, змушуючи тікати.
Працюючи за планом, пожежники Джеймса створили велику протипожежну смугу на північ від пожежі. У ній вогонь затримали до кінця дня, коли полум'я стрибнуло поперек і стало знищувати широку, багату торговельну вулицю Чіпсайд.
Протягом дня вогонь почав рухатися до Тауера з його магазинами пороху. Прочекавши цілий день допомоги від офіційних пожежників Джеймса, які були зайняті на заході, гарнізон на вежі взяв справу у свої руки і створив протипожежні смуги, підірвавши будинки в безпосередній близькості, припинивши наступ вогню.

## Вшанування
1670 року в пам'ять про Велику лондонську пожежу на місці її епіцентру встановили меморіальну колону заввишки близько 70 метрів, на якій вирізьбили історію пожежі та її гасіння.
1986 року члени об'єднання лондонських пекарів попросили вибачення перед мером міста за те, що Велика пожежа 1666 року виникла з вини їхнього колеги Томаса Фаррінора.